# IVVY
IVVY（アイビー）は、日本の7人組ダンス＆ボーカルグループ。2015年結成、2024年活動終了。所属事務所はエーライツ。

## 来歴
2015年9月、リーダーのHIROTOによって、YU-TA・TOSHIKIと共にグループ結成。
2016年10月、新メンバーとしてKENTO.iが加入。同年12月、新メンバーとしてTAIYUが加入。
2017年5月11日、2ndワンマンライブにて300人を動員し、同年10月に「Baby I'm Back」でメジャーデビュー。
2018年夏、「IVVY 二大都市ツアー～Heart Beat～」を開催。東京公演にて、ビクターへのレーベル移籍とともに移籍後1stシングル「First&Last」のリリースを発表した。
2018年12月17日より、ファンがライブ中に振るペンライトの色は白に統一された。また、同日にOFFICIAL FANCLUBが始動。ファンの愛称は、IVVY（ツタ植物を意味するivy）を優しく包み込むような葉っぱをイメージして「Leaf」と名付けられた。
2019年10月、東名阪ツアー「IVVY ONE MAN LIVE Show～昇～」ファイナル、東京公演をマイナビBLITZ赤坂にて開催。同年12月にはNTT西日本のTVCMに「with you」が抜擢された。
2020年8月、「IVVY ONEMAN LIVE ～AWAKE～」中野サンプラザでの東京公演にて、年内のアルバムリリースが発表された。同年12月30日、メジャー第1作のスタジオ・アルバム「AWAKE」発売。収録曲「Freeze」のMVにはミスマガジン2020グランプリ・新井遥が出演している。
2021年5月26日、中心メンバーであったTOSHIKIの年末でのグループ卒業、以降の俳優業専念が発表される。
2021年7月21日、6th Single「ALL ME」をリリースし、オリコン週間シングルランキング5位の自己最高記録を更新。
2021年12月15日、IVVY 2ndアルバム「PIE5E」を発売。オリコン週間アルバムランキングで7位、アルバムでは初の週間ランキングTOP10入りを果たした。
2021年12月15・16日、同19日にかけて『PIE5E～Release party～』『TOSHIKI Graguation LIVE』を開催。新メンバーのお披露目とTOSHIKIの卒業公演となる。
2022年1月、新メンバーとしてMASAKI、TAICHI、KEYが正式に加入し、現在の体制となった。
2022年6月22日、新体制初のシングルとなる『BLUE DAISY』を発売。
2023年3月15日、フルアルバム「MONS7ER」を発売。
2024年7月10日、日本コロムビアへのレーベル移籍後初のEP「ARROWS」を発売。メンバーのMASAKIが作詞を手掛けたほか、7ORDERの真田佑馬が作曲、作詞（共作）、MV監督を務めた。
2024年10月1日、公式サイト上で同年12月25日をもってのグループ解散を発表。
2024年12月25日、Zepp Shinjukuにて開催された『IVVY Final Chapter』公演をもってグループ解散を迎え、約9年間の活動を終了した。翌年1月をもってOFFICIAL FANCLUBも終了となる。
以降、リーダーHIROTOはプロデューサー業と会社経営に専念、KENTO.iはソロ音楽活動を開始。YU-TA・TAIYU・MASAKI・TAICHI・KEYの5人は2025年1月1日に新グループ『MXV』を結成した。

## メンバー
公式サイトにおけるプロフィール、過去の実績をもとに記述。
| 名前    | 出身地   | 誕生日                | 血液型 | 身長  | 備考 |
| ------- | -------- | --------------------- | ------ | ----- | --- |
| HIROTO  | 東京都   | 1994年6月5日（31歳）  | B型    | 180cm | IVVYのリーダー、メインボーカル。修徳高校でサッカー部に所属し全国大会に出場。初期からIVVYのグループコンセプトを主体的に形作る。                               |
| YU-TA   | 長崎県   | 1994年1月24日（31歳） | A型    | 181cm | メインボーカル。警察官の内定を貰いながらも辞退し18歳で単身上京。舞台を中心に俳優としても活動する。                                                           |
| KENTO.i | 神奈川県 | 1994年6月9日（31歳）  | AB型   | 182cm | メインラッパー。中学時代は川崎フロンターレジュニアユースに所属していた。加入前はJ-BOYS-5でリーダーを務める。IVVYではラップを担当し、リリック作成も手掛ける。 |
| TAIYU   | 北海道   | 1996年5月13日（29歳） | O型    | 180cm | ボーカル・パフォーマー。上京後レッスンを続けていたところ、アルバイト中にHIROTOに直接スカウトされる。IVVY楽曲の振り付けを数多く担当。                         |
| MASAKI  | 広島県   | 1996年3月23日（29歳） | A型    | 175cm | メインボーカル、2022年よりの新メンバー。 元avex練習生で複数のグループを経験し、高い歌唱力に定評がある。                                                      |
| TAICHI  | 東京都   | 1996年8月20日（28歳） | O型    | 177cm | ボーカル・ラッパー、2022年よりの新メンバー。日韓ハーフで、韓国でもグループ活動の経験を持つ。                                                                 |
| KEY     | 大阪府   | 1997年12月9日（27歳） | A型    | 174cm | メインラッパー、2022年よりの新メンバー。高校時代にアメリカへダンス留学し、有名アーティストのバックダンサー経験も持つ。KENTO.iに加え、二人目のラップ主担当。  |

### 過去のメンバー
| 名前    | 出身地 | 誕生日                 | 血液型 | 卒業日                       |
| ------- | ------ | ---------------------- | ------ | ---------------------------- |
| RYOYA   | 千葉県 | 1996年9月2日（28歳）   | A型    | ソロ活動のため結成直後に脱退 |
| MIZKI   | -      | -                      | -      | 2016年10月15日               |
| TOSHIKI | 秋田県 | 1993年12月19日（31歳） | O型    | 2021年12月19日               |

## 作品

### シングル
|                                       | 発売日                      | タイトル                    | 規格                        | 規格品番                    | オリコン                    | Billboard Japan Hot Albums  | 初収録アルバム              |
| インディーズ（IVY Records）           | インディーズ（IVY Records） | インディーズ（IVY Records） | インディーズ（IVY Records） | インディーズ（IVY Records） | インディーズ（IVY Records） | インディーズ（IVY Records） | インディーズ（IVY Records） |
| ------------------------------------- | --------------------------- | --------------------------- | --------------------------- | --------------------------- | --------------------------- | --------------------------- | --------------------------- |
| 1st                                   | 2017年10月17日              | Baby I'm Back               | CD                          | QAIR-10094 （Type-A）       | 12位                        |                             |                             |
| 1st                                   | 2017年10月17日              | Baby I'm Back               | CD                          | QAIR-10095（Type-B）        | 12位                        |                             |                             |
| 2nd                                   | 2018年5月22日               | One love                    | CD+Blu-ray                  | QAIR30014（初回限定盤）     | 12位                        |                             |                             |
| 2nd                                   | 2018年5月22日               | One love                    | CD                          | QAIR10116（通常盤A）        | 12位                        |                             |                             |
| 2nd                                   | 2018年5月22日               | One love                    | CD                          | QAIR10117（通常盤B）        | 12位                        |                             |                             |
| メジャー (ビクターエンタテインメント) |                             |                             |                             |                             |                             |                             |                             |
| 3rd                                   | 2018年12月19日              | First&Last                  | CD+Blu-ray                  | VIZL-1497（初回限定盤）     | 7位                         |                             | AWAKE                       |
| 3rd                                   | 2018年12月19日              | First&Last                  | CD                          | VICL-37448（通常盤(CD)）    | 7位                         |                             | AWAKE                       |
| 4th                                   | 2019年6月5日                | Light on fire               | CD+Blu-ray                  | VIZL-1589（初回限定盤）     | 9位                         |                             | AWAKE                       |
| 4th                                   | 2019年6月5日                | Light on fire               | CD                          | VICL-37473（通常盤）        | 9位                         |                             | AWAKE                       |
| 5th                                   | 2020年3月25日               | WINK                        | CD+Blu-ray                  | VIZL-1754（初回限定盤）     | 6位                         |                             | AWAKE                       |
| 5th                                   | 2020年3月25日               | WINK                        | CD                          | VICL-37526 （通常盤）       | 6位                         |                             | AWAKE                       |
| 6th                                   | 2021年7月21日               | ALL ME                      | CD+Blu-ray                  | VIZL-1926（初回盤）         | 5位                         |                             | PIE5E                       |
| 6th                                   | 2021年7月21日               | ALL ME                      | CD                          | VICL-37602（通常盤）        | 5位                         |                             | PIE5E                       |
| 7th                                   | 2022年6月29日               | BLUE DAISY                  | CD+Blu-ray                  | VIZL-2063（初回盤）         | 6位                         |                             | MONS7ER                     |
| 7th                                   | 2022年6月29日               | BLUE DAISY                  | CD                          | VICL-37645（通常盤）        | 6位                         |                             | MONS7ER                     |

### デジタルシングル
|     | 配信開始日                    | タイトル      | 規格                   | オリコン | Billboard Japan Hot 100 | 初収録アルバム |
| --- | ----------------------------- | ------------- | ---------------------- | -------- | ----------------------- | -------------- |
| 1st | 2019年3月7日                  | Light on fire | デジタル・ダウンロード | -        | -                       | AWAKE          |
| 2nd | 2019年10月30日 2019年12月17日 | Alice         | デジタル・ダウンロード | -        | -                       | AWAKE          |
| 3rd | 2019年12月8日                 | With you      | デジタル・ダウンロード | -        | -                       | AWAKE          |
| 4th | 2022年6月3日                  | BLUE DAISY    | デジタル・ダウンロード | -        | -                       | MONS7ER        |

### EP
|                    | 発売日             | タイトル           | 規格               | 規格品番                  | オリコン           |
| （日本コロムビア） | （日本コロムビア） | （日本コロムビア） | （日本コロムビア） | （日本コロムビア）        | （日本コロムビア） |
| ------------------ | ------------------ | ------------------ | ------------------ | ------------------------- | ------------------ |
| 1st                | 2024年7月10日      | ARROWS             | CD+Blu-ray         | COZP-2108-9（初回限定盤） | 6位                |
| 1st                | 2024年7月10日      | ARROWS             | CD                 | COCP-42293（通常盤）      | 6位                |

### フルアルバム
|     | 発売日         | タイトル | 規格                                    | 規格品番                                                       | オリコン |
| --- | -------------- | -------- | --------------------------------------- | -------------------------------------------------------------- | -------- |
| 1st | 2020年12月30日 | AWAKE    | CD+Blu-ray                              | VIZL-1816（初回限定盤）                                        | 35位     |
| 1st | 2020年12月30日 | AWAKE    | CD                                      | VICL-65434（通常盤）                                           | 35位     |
| 1st | 2020年12月30日 | AWAKE    | CD2枚組とBlu-ray2枚組、フォトブック仕様 | NZS-181（ファンクラブ先行／ビクターオンラインストア限定商品）  | 35位     |
| 2nd | 2021年12月15日 | PIE5E    | CD+Live Blu-ray                         | VIZL-1977（初回盤）                                            | 7位      |
| 2nd | 2021年12月15日 | PIE5E    | CD                                      | VICL-65632（通常盤）                                           | 7位      |
| 2nd | 2021年12月15日 | PIE5E    | 2CD+2Blu-ray                            | VICL-65632（生産限定盤 IVVY PIE5E BOX）                        | 7位      |
| 2nd | 2021年12月15日 | PIE5E    | 2CD+2Blu-ray                            | NZS-869（TOSHIKI Graduation BOX ／ビクターオンライン限定商品） | 7位      |
| 3rd | 2023年3月15日  | MONS7ER  | 2CD+Blu-ray                             | VIZL-2159（生産限定盤 IVVY “MONS7ER”BOX）                      | 12位     |
| 3rd | 2023年3月15日  | MONS7ER  | CD+Blu-ray                              | VIZL-2160（初回盤）                                            | 12位     |
| 3rd | 2023年3月15日  | MONS7ER  | CD                                      | VICL-65785（通常盤）                                           | 12位     |

### 映像作品
|     | 発売日        | タイトル                          | 規格    | 規格品番    | オリコン |
| --- | ------------- | --------------------------------- | ------- | ----------- | -------- |
| 1st | 2019年9月25日 | IVVY ONE MAN LIVE ~Light on fire~ | Blu-ray | VIXL-281    | 20位     |
| 2nd | 2020年8月8日  | IVVY ONEMAN LIVE ～Show 昇～      | Blu-ray | VIXL-321    | 13位     |
| 3rd | 2025年6月5日  | IVVY ONEMAN LIVE Final Chapter    | Blu-ray | IVY20241225 | -        |

## タイアップ
|        | 曲名       | タイアップ                                                                |
| ------ | ---------- | ------------------------------------------------------------------------- |
| 2018年 | One love   | テレビ朝日系全国放送「BREAK OUT」5月度 ENDING TRACK                       |
| 2018年 | First&Last | テレビ朝日系全国放送「BREAK OUT」12月度 OPENING TRACK                     |
| 2019年 | Alice      | スマホゲームアプリ『イケメン革命◆アリスと恋の魔法』 3周年記念テーマソング |
| 2019年 | with you   | NTT西日本 テレビCM with you篇                                             |
| 2020年 | WINK       | 日本テレビ「ウチのガヤがすみません!」4月度エンディングテーマ              |
| 2020年 | with you   | NTT西日本 テレビCM with you2020篇                                         |
| 2023年 | MONS7ER    | テレビ神奈川（tvk）『関内デビル』3月度エンディングテーマ                  |

## 主なライブ

### ワンマンライブ
| タイトル                                     | 開催年月日：会場 |
| -------------------------------------------- | --- |
| 2016年                                       | |
| IVVY 1st ONE MAN LIVE                        | 2016年10月15日：六本木morph-tokyo |
| 2017年                                       | |
| IVVY 2nd ONE MAN LIVE                        | 2017年5月11日：新宿ReNY |
| 2018年                                       | |
| IVVY 二大都市ツアー ～Heart Beat～           | 大阪公演 2018年7月20日：梅田Banana Hall 東京公演 2018年8月24日：白金高輪セレネホール SELENE b2 |
| 2019年                                       | |
| IVVY ONE MAN LIVE ～Light on fire～          | 2019年3月8日：新宿BLAZE |
| IVVY ONE MAN LIVE Show～昇～                 | 名古屋公演 2019年9月15日：名古屋RAD HALL 大阪公演 2019年9月16日：梅田CLUB QUATTRO 東京公演 2019年10月4日：マイナビBLITZ 赤坂 |
| “IVVY 2colors” Black&White                   | 2019年12月15日-16日：Veats Shibuya |
| 2020年                                       | |
| WINK～Release party～                        | 大阪公演 2020年3月12日：umeda TRAD（中止） 名古屋公演 2020年3月13日：SPADE BOX（中止） 東京公演 2020年3月24日：Veats Shibuya |
| IVVY ONEMAN LIVE ～AWAKE～                   | 札幌公演 2020年7月10日：cube garden (中止) 名古屋公演 2020年7月17日：ReNY limited (中止) 大阪公演 2020年7月19日：BIG CAT (中止) 福岡公演 2020年7月26日：DRUM SON (中止) 東京公演 2020年8月8日：中野サンプラザ |
| IVVY AWAKE PROJECT                           | vol.1 2020年9月29日：TSUTAYA O-EAST vol.2 2020年10月17日：新宿BLAZE vol.3 2020年11月13日：TSUTAYA O-EAST FINAL 2020年12月19日：日テレらんらんホール（昼夜2部公演） |
| 2021年                                       | |
| IVVY Presents, Special Live 2021 SOUND HOLIC | 2021年3月21日：Veats Shibuya |
| IVVY Coupling collection LIVE                | 2021年4月23日：SHIBUYA PLEASURE PLEASURE |
| IVVY Monthly LIVE Produce by TAIYU           | 2021年5月26日：Veats Shibuya |
| ALL ME～Release party～                      | 大阪公演：2021年7月12日：BIG CAT 名古屋公演：2021年7月13日：ReNY limited 東京公演：2021年7月20日：豊洲PIT |
| IVVY 2021 LIVE TOUR -PIE5E-                  | 札幌公演 2021年9月4日：PENNY LANE 24 福岡公演 2021年9月11日：DRUM Be-1 大阪公演 2021年9月17日：なんばHatch 名古屋公演 2021年9月20日：DIAMOND HALL 東京公演 2021年9月25日：Zepp Haneda |
| Re: Black＆White                             | 2021年11月28日：新宿BLAZE |
| 「PIE5E」RELEASE PARTY                       | 大阪公演 2021年11月30日：なんばHatch 名古屋公演 2021年12月10日：DIAMOND HALL 東京公演 2021年12月15日・16日：LINE CUBE SHIBUYA |
| TOSHIKI Graduation LIVE                      | 2021年12月19日：日テレらんらんホール |
| 2022年                                       | |
| IVVY 新体制お披露目ツアー                    | 名古屋公演 2022年2月8日：ElectricLadyLand 東京公演 2022年2月14日：代官山UNIT 大阪公演 2022年2月28日：OSAKA MUSE |
| IVVY 新体制お披露目ツアー in 関東            | 茨城公演 2022年3月12日：水戸ライトハウス 栃木公演 2022年3月13日：HEAVEN'S ROCK 宇都宮 VJ-2 神奈川公演 2022年3月18日：NEW SIDE BEACH!! 群馬公演 2022年3月19日：高崎club FLEEZ 東京公演 2022年3月21日：渋谷ストリームホール 千葉公演 2022年3月26日：柏PALOOZA 埼玉公演 2022年3月27日：HEAVEN'S ROCK さいたま新都心 VJ-3 |
| IVVY SPRING LIVE                             | 大阪公演 2022年4月28日：BnanaHall 東京公演 2022年5月6日：harevutai |
| IVVY BLUE DAISY TOUR                         | 名古屋公演 2022年5月14日：名古屋CLUB QUATTRO 大阪公演 2022年5月25日：梅田CLUB QUATTRO 広島公演 2022年6月5日：広島CLUB QUATTRO 福岡公演 2022年6月12日：DRUM Be-1 北海道公演 2022年6月18日：PENNY LANE24 宮城公演 2022年6月20日：仙台RENSA 東京公演 2022年6月27日：渋谷CLUB QUATTRO |
| IVVY 7th ANNIVERSARY LIVE                    | 2022年9月1日：渋谷CLUB QUATTRO |
| IVVY 2部制ライブ                             | 東京公演 2022年9月17日：unravel TOKYO 大阪公演 2022年9月25日：OSAKA MUSE |
| IVVY HELLOWEEN LIVE                          | 東京公演 2022年10月22日：渋谷ストリームホール 大阪公演 2022年10月28日：Banana Hall |
| IVVY LIVE TOUR 2022 -JACK POT-               | 大阪公演 2022年11月4日：味園ユニバース 福岡公演 2022年11月27日：DRUM Be-1 名古屋公演 2022年12月15日：Electric Lady Land 東京公演 2022年12月24日：大手町三井ホール |
| 2023年                                       | |
| IVVY 2023 新春Special Live                   | 2023年1月3日：club asia |
| IVVY LIVE TOUR -MONS7ER-                     | 東京公演 2023年3月3日：Shibuya WWW X 長野公演 2023年3月11日：長野ライブハウスJ 石川公演 2023年3月12日：金沢AZ 長崎公演 2023年3月19日：長崎DRUM 福岡公演 2023年3月21日：DRUM Be-1 大阪公演 2023年3月24日：BIGCAT 滋賀公演 2023年3月25日：滋賀U★STONE 北海道公演 2023年4月1日：札幌cube garden 広島公演 2023年4月8日：広島Live Live Space Reed 高知公演 2023年4月9日：高松DiME 宮城公演 2023年4月15日：宮城darwin 静岡公演 2023年4月22日：静岡SOUNDSHOWER ark 名古屋公演 2023年4月23日：NAGOYA ReNY limited 東京公演FINAL 2023年5月12日：EX THEATER ROPPONGI |
| IVVY SUMMER LIVE                             | 2023年8月5日：Spotify O-WEST |
| IVVY 8th ANNIVERSSARY LIVE                   | 2023年9月1日：CLUB CITTA' kawasaki |
| IVVY Autumn Live                             | 2023年9月30日：Banana Hall |
| IVVY HALLOWEEN LIVE                          | 大阪公演 2023年10月27日：Banana Hall 東京公演 2023年10月31日：Shibuya WWWX |
| IVVY 2部制ライブ vol.2                       | 2023年11月12日：club asia |
| リリースパーティー【Whatcha Gonna Do】       | 2023年12月10日：新横浜NEW SIDE BEACH!! |
| リリースパーティー【The Way I Am】           | 2023年12月16日：HEAVEN'S ROCK さいたま新都心 VJ-3 |
| IVVY FREE LIVE                               | 2023年12月23日：Spotify O-WEST |
| リリースパーティー【WHITE SNOW】             | 2023年12月23日：Spotify O-WEST |
| 2024年                                       | |
| IVVY 2024 新春Special Live                   | 2024年1月6日：Shibuya WWWX |
| IVVY White Day Event                         | 2024年3月11日：代官山UNIT |
| IVVY バラード祭り                            | 2024年4月15日：Shibuya WWWWX |
| IVVY LIVE TOUR 2024 「RUN LIKE ARROWS」      | 宮城公演 2024年6月1日：darwin 北海道公演 2024年6月9日：cube garden 福岡公演 2024年7月7日：DRUM Be-1 名古屋公演 2024年7月13日：名古屋ReNY limited 大阪公演 2024年7月20日：umeda TRAD 東京公演 2024年8月3日：KANDA SQUARE HALL |
| IVVY 9th ANNIVERSARY LIVE                    | 2024年9月1日：品川インターシティホール |
| IVVY Autumn LIVE                             | 2024年9月30日：1000 CLUB |
| IVVY HALLOWEEN PARTY                         | 大阪公演 2024年10月25日：OSAKA MUSE 東京公演 2024年10月27日：Shibuya WWWX |
| BLACK&WHITE LIVE                             | 2024年11月20・21日：1000 CLUB |
| Road to Zepp                                 | 名古屋公演 2024年12月1日：NAGOYA JAMMIN' 大阪公演 2024年12月6日：246 LIVEHOUSE GABU |
| ACOUSTIC LIVE                                | 2024年12月17日：harevutai |
| IVVY ONEMAN LIVE 「Final Chapter」           | 2024年12月25日：Zepp Shinjuku |

### 主催公演
- Vfes〜EP1〜 （2023年4月29日、YOKOHAMA Bay Hall）
- Vfes〜EP2〜 （2023年7月29日、KANDA SQUARE HALL）
- Vfes EP3 -名古屋公演- （2023年11月17日、THE BOTTOM LINE）
- Vfes EP3 -東京公演- （2023年12月3日、KANDA SQUARE HALL）
- Vfes〜EXTRA〜 （2024年11月4日、KANDA SQUARE HALL）

### 定期公演

#### 定期単独LIVE (東京)
2016年5月より毎月、定期単独LIVEを開催した。リーダーのHIROTOは、現在では日本のライブシーンで当たり前となっている毎月の定期公演を初めて発案したのはIVVYだろうと語っている。
- 2016年5月〜2017年8月 - 新大久保B-BOX
- 2017年9月〜2018年6月 - 新宿MARZ
- 2018年9月〜2019年6月 - 六本木morph-tokyo
- 2019年7月〜12月 - TSUTAYA O-WEST
- 2020年1月 - duo MUSIC EXCHANGE
- 2020年2月 - harevutai
- 2020年4月 - TSUTAYA O-WEST ※中止[18]
- 2022年8月18日　定期公演 SUMMER in 東京 - 新宿BLAZE
- 2024年1月〜12月 - 渋谷 club asia

#### 定期単独LIVE (大阪)
2018年の「Light on fire」リリースパーティー大阪公演にて、大阪での定期単独LIVEの開催を発表。翌月2019年6月より毎月、大阪での定期単独LIVEを開催していた。
- 2019年6月〜2020年2月 - アメリカ村FANJ twice
- 2022年8月7日　定期公演 SUMMER in 大阪 - umeda TRAD

#### その他外部出演
- OTOKOMAEフェス （2024年1月17日、国立代々木競技場第一体育館）[19]
- Hello Music Festival 2024 in TOKYO （2024年2月3日、パルテノン多摩）[20]
- 日韓交流おまつり 2024 in Seoul （2024年9月22日、韓国・COEX展示場 Dホール）[21]
- BOYS FILE FESTIVAL 2024 （2024年11月11日、Zepp Shinjuku）[22]

#### 生配信LIVE
新型コロナウイルス感染拡大の状況と政府および関係機関等の方針を鑑み、会場に観客を入れずに公演を実施する生配信LIVEを開催した。
- 2020年6月4日　IVVY 生配信LIVE
- 2020年6月5日　HIROTO BIRTHDAY LIVE 〜TWO HEARTS限定復活〜
- 2020年7月5日　IVVY 生配信LIVE vol.2
- 2020年7月15日　IVVY 生配信LIVE vol.3 〜Road to NAKANO SUNPLAZA〜
- 2020年10月31日　IVVY AWAKE PROJECT Halloween Night
- 2020年11月28日　IVVY AWAKE PROJECT Music Introduction[23]
- 2021年2月27日　IVVY STREAMING LIVE ~ YU-TA BIRTHDAY SP ~[24]
- 2021年5月13日　TAIYU 25th Birthday YouTube生配信
- 2021年5月30日　YouTube生配信〈HIROTO&KENTO.i〉

## メディア出演

### TV
2019年
- 日本テレビ系「バズリズム02」”熱いファンの熱い1問” （2019年6月7日） [25]

2020年
- メ〜テレ『BomberE』（2020年3月4日）[26]
- FBS福岡放送「バリはやッ！」（2020年3月10日）[27]
- KBC-TV「アサデス。KBC」（2020年4月3日）[28]
- FBS「Wao!」（2020年5月14日）
- ABS秋田放送「ZIP！SUNDAY」（2020年8月9日）[29]
- TOKYO MX1「青山テルマfeat.東京電波女子2nd 」（2020年11月22日）
- KBC-TV「アサデス。KBC（2020年12月16日）

2021年
- TOKYO MX「Artist#18File」（2021年1月）- 1月ゲストアーティスト：YU-TA
- スペースシャワーTVプラス「IVVYスペシャル」MV特集（2021年1月8日）
- ABS秋田放送「ZIP！SUNDAY」（2021年1月10日）
- NIB長崎国際テレビ「AIR」（2021年1月12日）
- NBC長崎放送「MUSIC WOLF TV」（2021年1月18日）
- フジテレビ「Love music」サキガケ！TikTok（2021年7月19日）
- KBC-TV「アサデス。KBC」（2021年7月21日）
- FBS福岡放送「バリはやッ！」（2021年7月22日）
- TOKYO MX「TALKIN’ ABOUT」（2021年7月23日）
- NIB長崎国際テレビ「AIR」（2021年8月2日）
- NBC長崎放送「MUSIC WOLF TV」（2021年8月8日）
- テレビ東京『プレミアMelodiX!』（2021年8月9日）
- KBC-TV「アサデス。KBC」（2021年12月15日）

2022年
- MBSテレビ「よんタメ」（2022年6月20日）-「BLUE DAISY」エンディングMVオンエア
- テレビ神奈川「上野優華の角打ちゆうか」（2022年6月16日・23日）- 出演：HIROTO・YU-TA・MASAKI
- 中京TV「ぐっと」（2022年6月24日）
- FBS福岡放送「バリはやッ！ZIP！」（2022年6月29日）
- 日本テレビ「#バズリズム02 」（2022年7月1日）- スタジオライブ
- MBSテレビ「MM-TV」（2022年7月4日）- 出演：HIROTO・KEY
- FBS福岡放送「WAO!」（2022年7月14日）
- OHK岡山放送「えっ？ボクがプロデューサーですか？」（2022年10月19日）- 出演：HIROTO・TAIYU

2023年
- CSテレ朝チャンネル「Future Star2」（2023年2月1日）
- tvk「関内デビル」（2023年4月10日〜14日）ウィークリーゲスト - 出演：HIROTO・YU-TA・MASAKI
- NCC長崎文化放送「WAVE NAGASAKI」（2023年4月24日）

2024年
- 日本テレビ「有吉ゼミ」（2024年3月4日） - 出演：YU-TA
- 長崎国際テレビ「AIR」（2024年6月24日）
- 日本テレビ「#バズリズム02 」（2024年10月5日）- スタジオライブ

### ラジオ
2018年
- BackstageCafe「music marché 『Tuesday Edition』」 (2018年12月11日)
- FM FUJI「PrizmaX presents"EBi-Dunk‼︎”」 (2018年12月27日)

2019年
- ZIP-FM「PEEPS！」 (2019年5月7日)

2020年
- CROSS FM「BOUNCE BEAT」 (2020年3月9日)
- LOVE FM「Top of the Morning」 (2020年3月10日)
- RKBラジオ「オトナビゲーション」 (2020年3月10日)
- KBCラジオ「HAKATA SOUND FLY」 (2020年3月21日)
- FM福岡「TREASURE TIMES」 (2020年3月22日)
- FM福岡「Moving Monthly Style」 (2020年3月23日)
- RKBラジオ「カリメン！」 (2020年3月24日〜27日)
- FM福岡「カムカムFM FUKUOKA」 (2020年3月27日)
- エフエム滋賀「キャッチ！」（2020年11月26日）
- ABSラジオ「タマリバ」（2020年11月28日）- 出演：TOSHIKI
- FM NORTH WAVE「GOGO RADIO」（2020年12月10日）- 出演：TAIYU
- ラジオ日本「60TRY部」（2020年12月11日）- 出演：HIROTO・TOSHIKI
- FM福岡「Hyper Night Program GOW!!」（2020年12月14日）- 出演：YU-TA
- RKBラジオ「カリメン！」（2020年12月15日〜18日）
- LOVE FM「music×serendipity」（2020年12月16日）- 出演：TOSHIKI
- 東海ラジオ「OH!MY CHANNEL」（2020年12月24日）- 出演：HIROTO
- HBCラジオ「カーナビラジオ午後一番!」（2020年12月25日）- 出演：TAIYU
- エフエム滋賀「キャッチ！」（2020年12月28日）- 出演：YU-TA・KENTO.i・TAIYU
- ZIP-FM「Mirror Park」（2020年12月29日）- 出演：HIROTO・TAIYU
- FMヨコハマ「Tresen」（2020年12月30日）- 出演：HIROTO・TAIYU
- NACK5「キラスタ」（2020年12月31日）

2021年
- NBC長崎放送「MUSIC WOLF」（2021年1月12日）- 出演：YU-TA
- 東海ラジオ「OH!MY CHANNEL」- 出演：YU-TA
- RKBラジオ「カリメン！」（2021年7月27日〜30日）
- LOVE FM「music×serendipity」（2021年7月27日）- 出演：YU-TA
- FM福岡「DIG!!!!!!!! FUKUOKA」（2021年7月29日）- 出演：YU-TA
- LuckyFM「Music Pick up after Millenium」- 出演：HIROTO・KENTO.i
- ラジオ日本「60TRY部」- 出演：HIROTO・TAIYU
- NBC長崎放送「MUSIC WOLF」（2021年8月10日）
- ラジオ日本「60TRY部」（2021年12月24日）- 出演：HIROTO・TAIYU

2022年
- FM大阪「LOVE FLAP」（2022年5月24日）- 出演：HIROTO・KEY
- e-radio 「キャッチ！」（2022年5月24日）- 出演：TAIYU・TAICHI
- K-mix「K-mix Wiz.」（2022年6月1日）- 出演：HIROTO
- FM NORTH WAVE「BRAND-NEW TUNE」（2022年6月5日）- 出演：HIROTO・TAIYU・TAICHI
- FM NORTH WAVE「Radio WE!」（2022年6月13日）- 出演：TAIYU・TAICHI
- FM NORTH WAVE「RADIO GROOVE」（2022年6月14日）- 出演：YU-TA・TAIYU・TAICHI
- FM AICHI「ONE LOVE の I LOVE DOG！」（2022年6月29日）- 出演：TAIYU
- MBSラジオ「メゾン・ド・ミュージック〜青春BASE MENT〜」（2022年6月29日）- 出演：HIROTO・KEY
- KBCラジオ「サタデーミュージックカウントダウン」（2022年7月9日）- 出演：YU-TA・MASAKI
- FM AICHI「中電シーティーアイ Welcome Generation」（2022年7月14日）- 出演：HIROTO・KENTO.i・KEY
- FM AICHI「沢井里奈のさわやか＃さわーたいむ」（2022年7月16日）- 出演：YU-TA・MASAKI・TAICHI
- RKBラジオ「＃さえのわっふる」（2022年11月9日）- 出演：YU-TA・MASAKI

2023年
- エフエム滋賀「キャッチ！」（2023年3月9日）- 出演：TAIYU・KEY
- FM大阪「HIT STREET ～IVVY "MONS7ER" EDTION～」（2023年3月20日〜23日）
- KBC「PAO〜N」（2023年3月22日）- 出演：YU-TA・MASAKI
- LOVE FM「music × serendipity」（2023年3月22日）- 出演：YU-TA・MASAKI
- FM福岡「TREASURE TIMES」（2023年4月2日）- 出演：YU-TA・MASAKI
- FM福岡「Moving Monthly Style」（2023年4月3日）- 出演：YU-TA・MASAKI
- 渋谷クロスFM「MAX & たかし(トレンディエンジェル) トレンドバンパイヤー」（2023年5月24日）- 出演：YU-TA・TAIYU
- FM滋賀「キャッチ！」（2023年11月27日）- 出演：YU-TA・KEY
- FM NACK5「キラスタ」（2023年12月7日）- 出演：HIROTO・YU-TA

2024年
- FM Yokohama 「101Music House」（2024年1月29日）- 出演：MASAKI
- Datefm「SOUND GENIC」（2024年5月15日）- 出演：TAIYU
- 秋田放送「まちなかSESSIONエキマイク」（2024年5月24日）- 出演：MASAKI

### web番組
- ニコニコ生放送「だんぜん‼︎LIVE」（2019年2月19日）
- ニコニコ生放送「だんぜん‼︎LIVE ＃98 ~令和スタートSP ~」（2019年5月1日）

- dTVチャンネル「遅刻は許さへん！恋愛マスターズカップ」（2019年6月11日）[30]
- ABEMA TV「7.2新しい別の窓」（2022年9月4日）

## 書籍

### 雑誌
- NINE CONTINUE Vol.3（2018年10月31日、日本ジャーナル出版）
- Audition blue 2019年1月号（2018年12月1日、白夜書房）掲載：TOSHIKI
- ESSE 11月号（2020年10月2日、扶桑社）掲載：TOSHIKI
- ザテレビジョンgenic.（2020年10月22日、KADOKAWA）掲載：TOSHIKI
- ぴあMOOK『SODA PLUS vol.8』（2021年4月20日、ぴあ）
- BOYS FILE Vol.06 Sexy（2021年5月28日、シンコーミュージック）- 掲載：HIROTO・YU-TA
- Sparkle vol.46（2021年10月14日、メディアボーイ）
- TVガイドStageStars vol.16（2021年11月27日、東京ニュース通信社）
- BOYS FILE Vol.09 training（2022年5月27日、シンコーミュージック） - 掲載：KENTO.i
- メンズユニット Vol.6（2022年6月20日、秀麗出版）- 掲載：HIROTO・YU-TA・TAICHI
- ch FILES 東海版（2022年6月21日、ch FILES）- 掲載：HIROTO・YU-TA[31]
- JUNON 2022年8月号（2022年6月22日、主婦と生活社）
- B-PASS 8月号（2022年6月27日、シンコーミュージック）
- JUNON 2023年6月号（2023年4月21日、主婦と生活社）
- JUNON 2024年5月号（2024年3月22日、主婦と生活社）
- B-PASS 8月号（2024年6月24日、シンコーミュージック）
- BOYS FILE Vol.17 LIFE（2024年7月23日、シンコーミュージック） - 掲載：TAIYU・MASAKI
- BOYS FILE Vol.19 LIFE（2025年1月31日、シンコーミュージック）

### 公式ファンブック
- IVVY OFFICIAL FAN BOOK『HAVING FUN!』 （2019年8月1日、有限会社エス・エル・エフ）[32]
- IVVY OFFICIAL FAN BOOK『HAVING FUN!』vol.2  （2020年4月6日、有限会社エス・エル・エフ）
- IVVY OFFICIAL FAN BOOK『HAVING FUN!』vol.3  （2021年2月17日、有限会社エス・エル・エフ）
- IVVY OFFICIAL FAN BOOK『HAVING FUN!』vol.4  （2021年12月22日、有限会社エス・エル・エフ）
- IVVY OFFICIAL FAN BOOK『HAVING FUN!』vol.5  （2022年11月16日、有限会社エス・エル・エフ）

## その他
- SPINNS COLLABOLATION CAFE（2018年11月24日〜12月9日）
- IVVY×ドラマカフェ（2019年6月27日〜7月21日）
- IVVY”WINK” Release Live Photo Exhibition（2020年6月1日〜7月31日）
- IVVY CAFE TOKYO（2020年11月16日〜12月30日、池袋AKビル）

### 備考
1. ↑  新型コロナウイルス感染拡大の状況と政府および関係機関等の方針を鑑み、札幌、名古屋、大阪、福岡公演の開催を中止とした。また東京公演については政府のガイドライン、社会情勢を踏まえて会場のキャパシティの半分までの入場者数に限定して開催した。